# NGC 2530
NGC 2530 је спирална галаксија у сазвежђу Рак која се налази на NGC листи објеката дубоког неба.
Деклинација објекта је + 17° 49' 6" а ректасцензија 8h 7m 55,7s. Привидна величина (магнитуда) објекта NGC 2530 износи 13,8 а фотографска магнитуда 14,5. NGC 2530 је још познат и под ознакама UGC 4237, MCG 3-21-20, CGCG 88-38, IRAS 08050+1757, PGC 22827.